# Pasiphila nebulosa
Pasiphila nebulosa là một loài bướm đêm trong họ Geometridae.